# Себастьян, Гай
Гай Теодор Себастьян (англ. Guy Theodore Sebastian, родился 26 октября 1981 в Кланге) — австралийский певец родом из Малайзии, первый победитель шоу «Australian Idol» (2003), судья австралийского музыкального шоу «The X Factor» и первый представитель Австралии на конкурсе песни Евровидение: в 2015 году выступив с песней «Tonight Again», набрал 196 баллов и занял 5-е место.

## Достижения
Себастьян выпустил восемь альбомов, попадавших в Топ-10 радиочартов, двое из которых заняли первые места, а первые семь альбомов получили платиновый или мультиплатиновый статус. Также в активе Себастьяна 12 синглов, попадавших в Топ-10 радиочартов, шесть из которых заняли первые места, что делает Себастьяна единственным певцом Австралии с подобным достижением (в рейтинге всех исполнителей и групп по количеству хитов №1 он занимает 3-е место). Восемь его синглов получили мультиплатиновый статус (в том числе девятикратный платиновый сингл «Battle Scars». Его дебютный сингл «Angels Brought Me Here» стал самым продаваемым в Австралии за последние 10 лет, а с 51 платиновыми и золотыми дисками и объёмом продаж более 3,7 млн в Австралии он считается самым популярным участником шоу «Australian Idol».
В Новой Зеландии Себастьян попадал в Топ-10 с одним альбомом и шестью синглами (два сингла занимали первые места), шесть его дисков получили платиновый статус, три — золотой. Песня «Battle Scars», записанная с американским рэпером Лупе Фиаско, 20 недель находилась в американском чарте Billboard Hot 100, достигнув 71-го места и получив платиновый статус; также она заняла 2-е место в радиочартах Норвегии. Себастьян сотрудничал с американскими певцами: Брайан Макнайт, Робин Тик, Стив Кроппер, Джон Мейер, Джордин Спаркс и Ив.
За свою карьеру Себастьян получил 24 приза ARIA Award, в том числе четыре приза за лучший поп-релиз и лучший концерт. Также он награждался премией APRA Awards за лучшую городскую работу, призом от телеканала en:Channel V Australia «Лучший артист года», премией Urban Music Awards «Лучший певец» и «Лучший R&B альбом», а также побеждал на международном конкурсе авторов-исполнителей с песней «Battle Scars». Выступал на концертах у Папы римского Бенедикта XVI, Опры Уинфри и Елизаветы II. Активно занимается благотворительностью, является послом Австралийского Красного Креста и австралийского отделения евангелистской благотворительной организации World Vision International.

## Биография
Мама Гая выросла в Индии, но её предки из Великобритании и Португалии, папа — шри-ланкиец. В 1988 семья Гая переехала в Австралию.

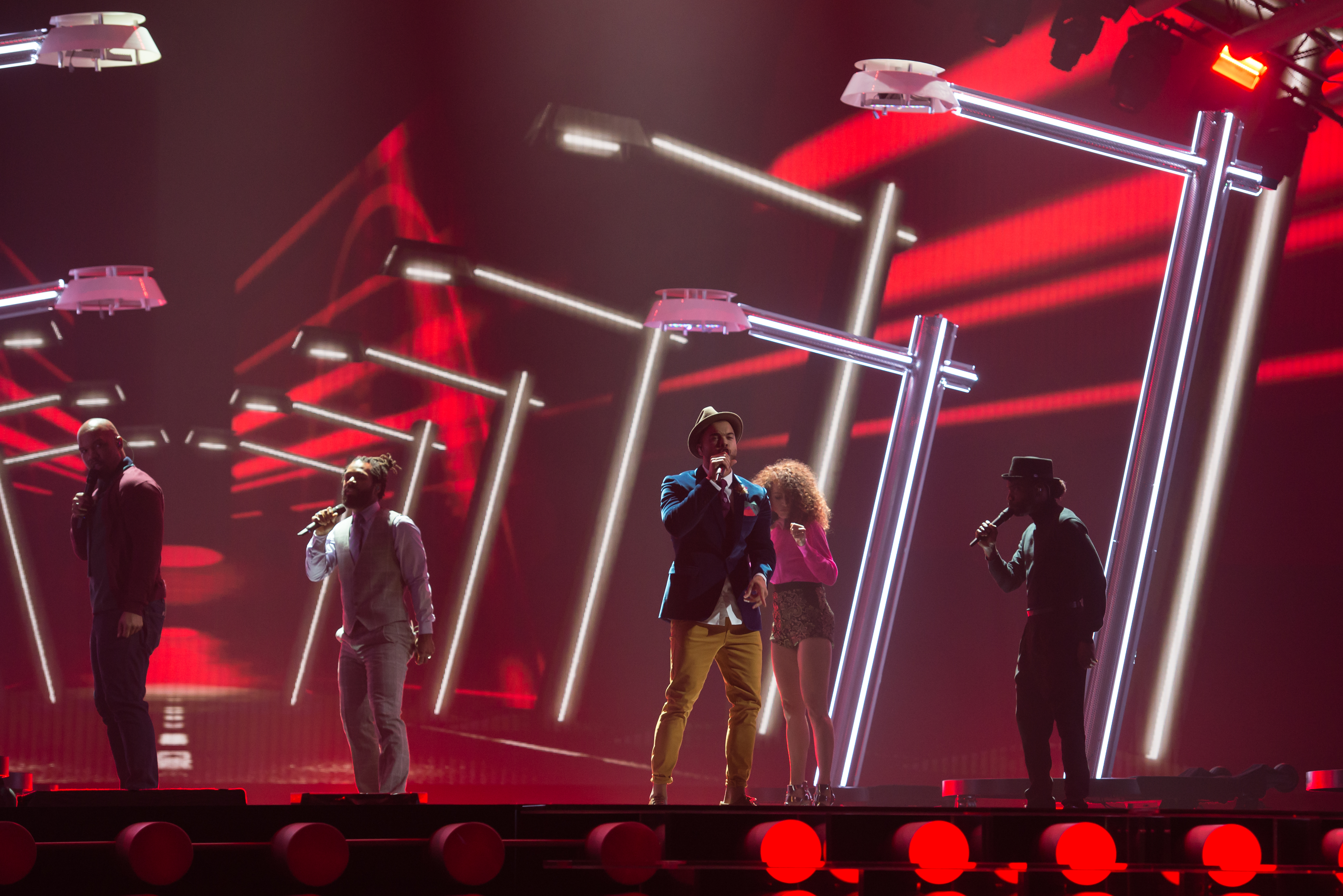
Гай Себастьян на Евровидении-2015 в Вене

Гай с детства увлекался музыкой, играл на фортепиано, барабанах и скрипке.

### 2003 — 2004: Начало карьеры, Australian Idol и дебютный альбом
В мае 2003 года Гай успешно прошёл прослушивание в местном реалити-шоу en:Australian Idol, где он пел песню Стиви Уандера Ribbon in the Sky (рус. Ленточка на небе). В ноябре того же года он стал победителем этого проекта и подписал контракт с звукозаписывающей компанией BMG. Через месяц его дебютный альбом Just as I Am (рус. Просто я) занял первое место в местном хит-параде среди альбомов. После этого он участвовал в специальной программе en:World Idol, где занял третье место.

### 2005 — 2007: Beautiful Life и Closer to the Sun
Второй альбом Beautiful Life (рус. Красивая жизнь), были включены песни в жанре R&B, которые написал в соавторстве с Робином Тиком и Брайаном Макнайтом и Forever With You (рус. Навсегда с тобой), дуэт с американской певицей Mýa. Out с My Baby дебютировал на первом месте в октябре 2004 года и получил платиновый сертификат. Себастьян выступал на ежегодной премии 2004 ARIA Music Awards, где он получил награду за номинацию как Лучший продаваемый сингл, а канал V за номинацию Исполнитель года.

### 2013 — настоящее время: Madness и Евровидение
В октябре 2013 года Гай выпустил новую композицию en:Like a Drum (рус. Как барабан), как лид-сингл к восьмому студийному альбому. Эта песня дебютировала на четвёртом месте, но песня получила платиновую сертификацию. Гай пел на разогреве концерте американской певицы Тейлор Свифт австралийской части тура Red Tour. В ноябре 2014 года Гай выпустил восьмой студийный альбом Madness и получил золотой сертификат. Гай Себастьян был выбран комиссией местного телеканала SBS на Евровидение 2015, он стал первым певцом, кто выступал за Австралию на конкурсе. Он пел песню Tonight Again (рус. Сегодня опять) и занял пятое место. Сейчас Гай записывает девятый по счёту альбом. Помимо песенной карьеры, Гай является членом жюри и наставником местной программы X Factor (Australia) и занимается благотворительностью.

## Личная жизнь
В мае 2008 году Гай женился на своей подруге Джулес Эган. Имеет двух сыновей: Хадсон Джеймс (род. 3 марта 2012) и Арчи Джонс (род. 17 апреля 2014). Является болельщиком футбольного клуба en:Adelaide Football Club Австралийской футбольной лиги.

## Дискография

### Студийные альбомы
- 2003 — Just as I Am / Просто я
- 2004 — Beautiful Life / Красивая жизнь
- 2006 — Closer to the Sun / Ближе к Солнцу
- 2007 — The Memphis Album
- 2009 — Like it Like That / Как это так
- 2012 — Armageddon / Армагеддон
- 2014 — Madness / Безумство
- 2017 — Conscious